# Transitions Optical
Transitions Optical, Inc. ist ein international operierendes Unternehmen in der Brillenglasindustrie mit Hauptsitz in Florida (USA). Das Unternehmen ist ein großer Hersteller selbsttönender Kunststoff-Brillengläser. In Kanada, Frankreich, Singapur, Brasilien, Indien und Japan werden Handelsniederlassungen unterhalten. Produziert werden die Brillengläser in den USA, Irland, Brasilien, Australien und auf den Philippinen. Weltweit beschäftigt Transitions Optical mehr als 1.200 Mitarbeiter.

## Firmengeschichte
Das Unternehmen besteht seit 1990 und ist aus einem Joint Venture von PPG Industries (Pittsburgh, PA, USA) und Essilor International (Paris, Frankreich) entstanden. 1991 begann die Fabrik in Pinellas Park in Florida mit der Produktion der ersten Generation von selbsttönenden Brillengläsern.
In den Jahren 1993 und 1994 eröffnete Transitions ein Vertriebsbüro und eine Fabrik in Europa. Ein Jahr später wurden Vertriebsbüros in Asien und der Pazifikregion sowie in Südamerika eröffnet. Ein weiterer Produktionsstandort wurde in Australien in Betrieb genommen. Der kanadische Markt wurde 1996 mit Eröffnung eines dortigen Vertriebsbüros erschlossen.
Zudem wurde die Transitions-Akademie zum ersten Mal durchgeführt. Ziel der Akademie ist es, Augenärzte und Augenoptiker über die neuesten Trends im Bereich Augengesundheit und Wohlbefinden auf dem Laufenden zu halten. Zwischen 1998 und 1999 wurden Produktionsstandorte auf den Philippinen und in Brasilien eröffnet. In Brasilien wurde zudem ein Verkaufsbüro eingerichtet. 2006 wurde ein weiterer Produktionsstandort in Thailand eröffnet.

## Produkte
Mehr als 100 verschiedene Brillengläser werden heute in den modernsten Materialien wie Kunststoff, Polycarbonat und Trivex, den verschiedensten Indizes und Brillenglasdesigns angeboten. Darüber hinaus unterhält das High-Tech-Unternehmen eine umfangreiche Forschungs- und Entwicklungsabteilung, um an neuen Technologien zu arbeiten.

## Auszeichnungen
Die Brillengläser von Transitions wurden als erste mit dem Gütesiegel für UV-Absorptionsfilter und -blocker des amerikanischen Optometrie-Verbandes (WCO) sowie des American Optometric Association (AOA) ausgezeichnet. Daneben entsprechen diese auch internationalen UV-Schutz-Normen wie ANSI Z80.3, ISO 8980-3, EN 1836 und AS/NZS 1067. 2009 erhielten die Gläser zudem das Gütesiegel „UV 400 protection“: Dieses bestätigt, dass das auftreffende ultraviolette Licht bis zu einer Wellenlänge von 400 Nanometern zu 99,5 Prozent absorbiert wird.

## Weitere Aktivitäten
Über seine Tätigkeit als Hersteller selbsttönender Brillengläser hinaus engagiert sich das Unternehmen, die breite Bevölkerung für das Thema Augengesundheit zu sensibilisieren und die Bevölkerung über den Schutz der Augen aufzuklären. 2006 gründete Transitions Optical den Healthy Sight for Life Fund, der verschiedene internationale Projekte unterstützt und auf die Bedeutung Gesunder Sehkraft aufmerksam macht. Zudem führt Transitions Optical jedes Jahr die Healthy Sight Studie durch. Durch die Veröffentlichung der Ergebnisse sollen Missstände im Bereich Augengesundheit aufgezeigt und die Bevölkerung aufgeklärt werden. Seit Juni 2009 kooperiert Transitions Optical mit dem European Council of Optometry and Optics (ECOO) in Sachen Aufklärung zum Thema Augengesundheit.